# Truppführer

Taktisches Zeichen für einen Selbstständigen Truppführer

Als Truppführer (TF, TrFü oder beim Militär TrpFhr abgekürzt) wird das leitende Mitglied eines Trupps bezeichnet. Der Truppführer trägt die Verantwortung für die unterstellten Personen. Er ist einem Gruppenführer oder direkt dem Zugführer unterstellt. Er wird in Österreich Truppkommandant genannt.

## Bundeswehr
Unter Truppführer der deutschen Bundeswehr versteht man erfahrene Mannschaftsdienstgrade oder Unteroffiziere, die kleinste Kampfgemeinschaften namens Trupp (bestehend aus zwei bis sechs Soldaten) führen. Es handelt sich nicht um einen bestimmten Dienstgrad, sondern um eine Dienststellung.
Beispiele Truppführer / Teileinheitsführer:
- Panzergrenadiertruppe: Truppführer Schützentrupp (der vom Schützenpanzer abgesessene Schützentrupp)
- Fernmeldetruppe: Funktruppführer
- Instandsetzungstruppe: Instandsetzungstruppführer
- Artillerietruppe: Geschützführer (Führer einer Geschützbedienung)
- Panzertruppe: Panzerkommandant (Führer einer Panzerbesatzung / eines Kampfpanzers)
- Kompanietruppführer / Batterietruppführer: führt als Teileinheitsführer den Kompanietrupp, bzw. bei Artillerie und Flugabwehrtruppe den Batterietrupp (seit 2007: Stabsdienstbearbeiter SK (StDstBeabr SK))[3]

Die äquivalenten Bezeichnungen zu „Trupp / Truppführer“ in anglophonen Streitkräfte sind „party“, „patrol“ oder „team“ (z. B. support team, machine gun teams, mortar teams, sniper teams etc.) / „leader“ (kurz: … LDR, L).
Darstellung:

Militärisches Symbol – „Trupp / Truppführer“ (2 – 7 Mann) – in NATO-Streitkräften:
- ein einzelner Punkte (● Trupp / Truppführer allgemein); bzw.
- ein liegendes Rechteck mit einem Punkt darüber (Trupp als einzelne Teileinheit) auf militärischen Karten

## Nationalsozialismus
Im Reichsarbeitsdienst war der Truppführer ein dem Feldwebel (Unteroffizier der Wehrmacht) entsprechender Dienstgrad. In der Sturmabteilung der NSDAP war der SA-Truppführer ein paramilitärischer Rang, der dem Feldwebel der Wehrmacht und dem SS-Oberscharführer der Waffen-SS äquivalent war. Analog existierte der Rang eines Truppführers auch beim NSKK und NSFK.
In der Nachkriegszeit war der Truppführer vielfach die Rangstufe, ab der eine Mitgliedschaft in NS-Organisationen von den westlichen Besatzungsmächten im Zuge der Entnazifizierung als Ausschlusskriterium für die politische Partizipation angesetzt wurde. So bestimmte die Verordnung Nr. 28 der Militärregierung vom 20. April 1946 zu den Kommunalwahlen 1946 für die britische Besatzungszone, dass Personen, die mindestens Truppführer der SA, des NSKK oder NSFK gewesen waren, vom aktiven Wahlrecht ausgeschlossen blieben (für den Ausschluss vom passiven Wahlrecht genügte die einfache Mitgliedschaft). Ähnliche Kriterien sah die Verordnung Nr. 44 der französischen Militärregierung vom 28. Mai 1946 vor, wobei hier für SA-Leute strengere Regeln galten (Ausschluss schon ab Scharführer), für NSKK-Angehörige vor dem 1. September 1939 weniger strenge (Wahlausschluss erst ab Sturmführer, danach Truppführer; NSFK immer ab Truppführer). In der amerikanischen Zone wurden „Führer und Unterführer“ der erwähnten NS-Gliederungen grundsätzlich von Wahlen ausgeschlossen. Diese Regeln wurden weitgehend in die ersten Wahlgesetze der Länder übernommen.

## Polizei
Auch im deutschen Polizeiwesen ist der Begriff des Truppführers als Leiter einer Teileinheit einer Einsatzhundertschaft etabliert.

## Feuerwehr

### Trupp als unselbstständige Teileinheit

Darstellungen des unselbstständiger Feuerwehrtrupp bei der Feuerwehr

In der Feuerwehr bezeichnet der Ausdruck Truppführer den Führer eines Trupps mit üblicherweise zwei Personen und zugehörigem Gerät. Der Begriff Trupp bezeichnet hierbei eine Teileinheit der Einheit Gruppe (bzw. Staffel). In Ausnahmefällen wird diese Zahl entsprechend den (Einsatz-)Bedingungen erhöht.
Die Ausbildung zum Truppführer bei der Feuerwehr in Deutschland dauert mindestens 35 Stunden. Die Feuerwehr-Dienstvorschrift 2 schreibt als Zugangsvoraussetzung die Qualifikation als Truppmann vor. Der Lehrgang findet auf Kreis- oder Landesebene statt und endet mit einer Prüfung.
In allen Fällen sind die Aufgaben des Truppführers:
- Erledigung des Einsatzauftrags und
- Sicherstellung der Sicherheit des Trupps.

Mit Bestehen des Lehrgangs können Lehrgänge mit Aufsichtsfunktion besucht werden. Dies sind zum Beispiel Gerätewart oder Atemschutzgerätewart. Als Voraussetzung muss die Truppmannausbildung erfolgreich abgeschlossen sein.

### Selbstständiger Trupp

Darstellungen des selbstständigen Feuerwehrtrupps

Daneben gibt es den Truppführer als Führer eines selbstständigen Trupps, der eigenständig Einsatzaufgaben erfüllen kann und als Fahrzeugführer agiert. Dem Führer eines selbstständigen Trupps untersteht neben einem Truppmann noch ein Maschinist. Er trägt für seinen Truppmann und sein eingesetztes Arbeitsgerät die Verantwortung. Im Gegensatz zum zuerst genannten Truppführer muss der Führer eines selbstständigen Trupps, der eine eigenständige Feuerwehreinheit darstellt, eine Ausbildung zum Gruppenführer besitzen.

## Hilfsorganisationen und Katastrophenschutz

THW-Dienststellungskennzeichen

Der Truppführer führt als Unterführer ein kleines Team von Einsatzkräften (meistens 3 bis 5, Trupp genannt). Er ist für die Ausführung der ihm von seinem Gruppenführer zugewiesenen Aufgaben zuständig. Der Truppführer untersteht dem Gruppenführer seiner Fach- oder Bergungsgruppe und ist auch dessen Stellvertreter. Die Anzahl der Truppführer in einer Gruppe variiert, es sind jedoch meistens zwei pro Gruppe (dies regelt die Stärke- und Ausstattungsnachweisung).
Als Beispiel hierfür wird der Lehrgang zum Truppführer bei der Wasserwacht des DRK als Führen im Einsatz Teil 1 bezeichnet.